# RNAリガーゼ
RNAリガーゼ(RNA ligase)は、以下の化学反応を触媒する酵素である。
ATP + (リボヌクレオチド)n + (リボヌクレオチド)m {\displaystyle \rightleftharpoons } AMP + 二リン酸 + (リボヌクレオチド)n+m
従って、この酵素の基質は、ATPと(リボヌクレオチド)nと(リボヌクレオチド)mの3つ、生成物はAMPと二リン酸と(リボヌクレオチド)n+mの3つである。
この酵素はリガーゼ、特にリン酸エステル結合を形成するものに分類される。系統名は、ポリ(リボヌクレオチド):ポリ(リボヌクレオチド) リガーゼ (ADP形成)(poly(ribonucleotide):poly(ribonucleotide) ligase (AMP-forming))である。ポリリボヌクレオチドシンターゼ(polyribonucleotide synthase)、ポリリボヌクレオチドリガーゼ(polyribonucleotide ligase)等とも呼ばれる。

## 構造
2007年末時点で、2つの構造が解明されている。蛋白質構造データバンクのコードは、1VDX、2C5Uである。